# Hyperstrotia procrita
Hyperstrotia procrita är en fjärilsart som beskrevs av Swinhoe 1905. Hyperstrotia procrita ingår i släktet Hyperstrotia och familjen nattflyn. Inga underarter finns listade i Catalogue of Life.